# Награды Хабаровска
Награды города Хабаровска — награды используемые (наряду с региональными наградами Хабаровского края) для награждения жителей краевого центра — города Хабаровска.
Награды города Хабаровска включают:
- Почётные звания;
- Почётные знаки;
- Дипломы;
- Почётные грамоты и благодарности.

Городские награды являются формой поощрения граждан и организаций за заслуги в экономике, совершенствование системы городского самоуправления, жилищно-коммунального хозяйства, науке, культуре, спорте, искусстве, государственной службе и иные заслуги перед городом Хабаровском.

## Перечень наград

### Почётные звания
| Изображение награды                 | Наименование награды                                   | Дата учреждения      | Описание награды | Правила награждения |
| ----------------------------------- | ------------------------------------------------------ | -------------------- | --- | --- |
| Нагрудный знак Почётного гражданина | Почётное звание «Почётный гражданин города Хабаровска» | 26 декабря 1995 года | Знак представляет собой серебряную пластину размером 45 x 40 мм между большими сторонами. В центре находится графическое изображение герба города Хабаровска, воспроизведенного из эмали в многоцветном исполнении и украшенного по периметру 14 камнями циркония. Над гербом располагается позолоченная корона, украшенная 4 камнями циркония. Герб обрамлен накладными позолоченными элементами в виде листьев. В нижней части знака - серебряная лента, на которую в две строки нанесена надпись: - «Почетный гражданин города Хабаровска». | Звание «Почётный гражданин города Хабаровска» присваивается: за внесение особого вклада: - в дело подготовки высококвалифицированных кадров, воспитание подрастающего поколения, духовное и нравственное развитие общества, поддержание законности и правопорядка, защиту прав человека - в становление и развитие местного самоуправления, развитие межрегиональных и международных связей; повышение престижа города на всероссийском и международном уровнях - в развитие и совершенствование городского хозяйства и его инфраструктуры, строительства и благоустройства города, в том числе в развитие производственной сферы, реформирование промышленного производства, организацию выпуска конкурентоспособной, высококачественной продукции, способствовавший повышению престижа города - в нравственное, духовное, физическое, патриотическое воспитание, просвещение и образование подрастающего поколения (молодежи) (в том числе: участие и победы коллектива воспитанников во всероссийских, международных мероприятиях, фестивалях, конкурсах, спортивных соревнованиях; многолетний плодотворный труд по выявлению и поддержке талантов и дарований, развитию индивидуальных способностей подрастающего поколения) за выдающиеся достижения в творчестве, искусстве, науке, спорте, культуре, сохранение или улучшение окружающей среды, защите Родины и охране общественного порядка, в том числе: - разработка и внедрение научных проектов, реализованных либо имеющих потенциальную сферу практического применения в организациях и на предприятиях края - разработка и реализация авторских программ, освоение новых культурно-досуговых, спортивно-оздоровительных, научных, творческих методик и технологий, способствовавших достижению высоких результатов и повышению престижа города на всероссийском и международном уровнях - благотворительность, помощь социально незащищенным и малообеспеченным слоям населения, образовательным, культурным и иным учреждениям, творческим коллективам и деятелям города - общественно-политическая, патриотическая активность, способствующая стабилизации морально-психологической обстановки и жизнеобеспечения города, предотвращению угрозы жизни, здоровья и целостности имущества горожан, защите и спасению жизни граждан - совершение геройского подвига, проявление мужества, смелости и отваги при исполнении служебного и гражданского долга Звание «Почетный гражданин города Хабаровска» также может быть присвоено лауреатам, призерам, победителям всероссийских, международных фестивалей, конкурсов, спортивных соревнований. |

### Премии
| Изображение награды    | Наименование награды        | Дата учреждения     | Описание награды | Правила награждения |
| ---------------------- | --------------------------- | ------------------- | --- | --- |
| Медаль лауреата премии | Премия имени Якова Дьяченко | 06 апреля 2009 года | Медаль лауреата премии имени Я. Дьяченко (далее - медаль) изготавливается из латунного сплава с напылением серебра 929 пробы. Технология изготовления - штамповка. Диаметр медали - 35 мм, толщина - 2,5 мм. По внешней окружности размещена надпись «Лауреату премии имени Якова Дьяченко». В центре расположено изображение Якова Васильевича Дьяченко (бюст). | Премией награждаются граждане Российской Федерации и иностранные граждане за общественно значимые заслуги в развитии социальной сферы города, разработку и внедрение на территории города социальных программ, обеспечивающих жизнедеятельность города, способствующих его процветанию и сохранению исторического и культурного наследия. |

### Почётные знаки
| Изображение награды | Наименование награды                        | Дата учреждения    | Описание награды | Правила награждения |
| ------------------- | ------------------------------------------- | ------------------ | --- | --- |
|                     | Почётный знак «Признание и почёт»           | 19 марта 2013 года | 1. Нагрудный знак изготавливается из латуни с последующей гальванизацией, состоит из двух элементов: колодки и подвески. Колодка прямоугольной формы со скругленными углами. В колодке сделаны два продольных отверстия для крепления муаровой ленты. Размер колодки с ушком 30 x 25 мм. 2. Технология изготовления - литье, дизайн плоскостной, цвет металла - золото, глянец. К колодке с помощью прямоугольной планки из жестяного листа шириной 23 мм, длиной 23 мм и толщиной 0,2 мм крепится муаровая лента. Ширина ленты 24 мм. Планка с лентой вставляются в продольные отверстия и загибаются с оборотной стороны для фиксации. Лента выполнена в цветах флага города Хабаровска - красно-бело-синяя. На оборотной стороне колодки по центру размещается простая безопасная булавка длиной 20 мм. 3. Подвеска нагрудного знака выполнена в виде стилизованного прямоугольника со скругленными углами, обрамленного накладными золотистыми элементами в виде лавровых ветвей слева и справа. 4. В нижней части знака располагается лента, на которую в одну строчку наносится надпись славянским шрифтом: "ПРИЗНАНИЕ И ПОЧЁТ". В центре подвески находится графическое изображение герба города Хабаровска, воспроизведенного из металла серебристого цвета. От герба в разные стороны расходятся лучи. 5. На оборотной стороне подвески, по кругу, располагается надпись "ЗА ДОСТИЖЕНИЯ В ТРУДЕ И ОБЩЕСТВЕННОЙ ДЕЯТЕЛЬНОСТИ", по центру надпись славянским шрифтом "ХАБАРОВСКАЯ ГОРОДСКАЯ ДУМА", под ней располагаются декоративные веточки. 6. Дизайн лицевой стороны подвески - 3D, дизайн оборотной стороны - плоскостной. Размер подвески с ушком 45 x 40,5 мм, толщина 3,5 - 4 мм. Технология изготовления - штамповка, цвет металла - золото с серебряными вставками, верхний уровень - полированный металл, нижний уровень обрабатывается пескоструйной обработкой. 7. Удостоверение представляет собой вертикальную книжечку размером 95 x 65 мм. Внешнее покрытие удостоверения - бумвинил "Танго", цвет бордо. Углы удостоверения острые. 8. На лицевой стороне удостоверения воспроизводится выполненное золотым тиснением графическое изображение герба города Хабаровска, ниже располагается надпись в три строки - "Удостоверение к нагрудному знаку "Признание и почёт". 9. На левой внутренней стороне удостоверения располагается изображение нагрудного знака "Признание и почёт". 10. На правой внутренней стороне удостоверения: - в верхней части располагается парадный герб города Хабаровска; - ниже надпись "УДОСТОВЕРЕНИЕ N ___", под ним в 3 строчки располагается место для написания фамилии, имени, отчества, под ними в 2 строчки: "Награжден(а) нагрудным знаком "ПРИЗНАНИЕ И ПОЧЁТ"; - ниже в 2 строчки надпись "Решение Хабаровской городской Думы от __________ N ___"; - в нижней части располагается надпись в 2 строчки "Председатель Думы Савков С.Н.". 11. Номер удостоверения, Ф.И.О. (последнее - при наличии) заполняются изготовителем в печатном виде в течение 2 рабочих дней со дня поступления заявки с информацией о награждаемых гражданах. Заявка с информацией (копией решения Думы о награждении) направляется изготовителю по электронной почте в течение одного рабочего дня со дня подписания решения Думы председателем городской Думы. 12. Внутренние стороны удостоверения изготавливаются на отдельных бланках размером 90 x 62 мм, Бумага - 160 - 190 г, печать полноцветная. | 1. Нагрудный знак "Признание и почет" является высшей формой поощрения граждан в городе Хабаровске, внесших вклад в развитие и совершенствование местного самоуправления, в реализацию социальной и экономической политики городского округа "Город Хабаровск", трудовые достижения и общественную деятельность. 2. Нагрудным знаком "Признание и почёт" поощряются граждане Российской Федерации, ранее награжденные одной из форм поощрения (наград) Хабаровской городской Думы (далее - Дума). |
|                     | Нагрудный знак «За вклад в развитие города» | 26 марта 2019 года | 1. Нагрудный знак изготавливается из латуни с последующей гальванизацией, состоит из двух элементов: колодки и подвески. Колодка прямоугольной формы со скругленными углами. В колодке сделаны два продольных отверстия для крепления муаровой ленты. Размер колодки с ушком 25 x 20 мм. 2. Технология изготовления - литье, дизайн плоскостной, цвет металла - серебро, глянец. К колодке с помощью прямоугольной планки из жестяного листа крепится муаровая лента. Планка с лентой вставляются в продольные отверстия и загибаются с оборотной стороны для фиксации. Лента выполнена в цветах флага города Хабаровска - красно-бело-синяя. На оборотной стороне колодки по центру размещается простая безопасная булавка длиной 20 мм. 3. Подвеска нагрудного знака выполнена в виде стилизованного прямоугольника со скругленными углами. 4. В нижней части знака располагается лента, на которую в одну строчку наносится надпись славянским шрифтом: "Хабаровск". В центре подвески находится графическое изображение герба города Хабаровска, воспроизведенного из металла серебристого цвета. От герба в разные стороны расходятся лучи. 5. На оборотной стороне подвески располагается надпись по центру славянским шрифтом "За вклад в развитие города", под ней располагаются декоративные веточки. 6. Дизайн лицевой стороны подвески - 3D, дизайн оборотной стороны - плоскостной. Размер подвески с ушком 40 x 35 мм, толщина 3,5 - 4 мм. Технология изготовления - штамповка, цвет металла - серебро, верхний уровень - полированный металл, нижний уровень обрабатывается пескоструйной обработкой. 7. Удостоверение представляет собой вертикальную книжечку размером 95 x 65 мм. Внешнее покрытие удостоверения - бумвинил "Танго", цвет темно-синий. Углы удостоверения острые. 8. На лицевой стороне удостоверения воспроизводится выполненное серебряным тиснением графическое изображение герба города Хабаровска, ниже располагается надпись в три строки - "Удостоверение к нагрудному знаку "За вклад в развитие города". 9. На левой внутренней стороне удостоверения располагается изображение нагрудного знака "За вклад в развитие города". 10. На правой внутренней стороне удостоверения: - в верхней части располагается парадный герб города Хабаровска; - ниже надпись "УДОСТОВЕРЕНИЕ N ___", под ним в 3 строчки располагается место для написания фамилии, имени, отчества, под ними в 2 строчки: "Награжден(а) нагрудным знаком "За вклад в развитие города"; - ниже в 2 строчки надпись "Решение Хабаровской городской Думы от __________ N ___"; - в нижней части располагается надпись в 4 строчки "Председатель Думы Сидоров М.В.", ниже - "Мэр города Хабаровска С.А.Кравчук". 11. Номер удостоверения, Ф.И.О. (последнее - при наличии) заполняются изготовителем в печатном виде в течение 2 рабочих дней со дня поступления заявки с информацией о награждаемых гражданах. Заявка с информацией (копией решения Думы о награждении) направляется изготовителю по электронной почте в течение одного рабочего дня со дня подписания решения Думы председателем городской Думы. 12. Внутренние стороны удостоверения изготавливаются на отдельных бланках размером 90 x 62 мм. Бумага - 160 - 190 г, печать полноцветная. | 1. Нагрудный знак "За вклад в развитие города" является одной из форм поощрения граждан в городе Хабаровске, за активную социальную позицию, за успехи в строительстве, науке, культуре, спорте, воспитании, просвещении, охране здоровья, жизни и прав граждан, благотворительной и общественной деятельности, в деятельности по развитию местного самоуправления. 2. Нагрудным знаком "За вклад в развитие города" поощряются граждане Российской Федерации.                                    |

### Дипломы, грамоты и благодарности
| Изображение награды | Наименование награды                                              | Дата учреждения      | Правила награждения |
| ------------------- | ----------------------------------------------------------------- | -------------------- | --- |
|                     | Благодарственное письмо Хабаровской городской Думы                | 22 ноября 2005 года  | Благодарственное письмо Хабаровской городской Думы вручается (направляется) гражданам и организациям за конкретные дела, имеющие большое значения для городского округа «Город Хабаровск». |
|                     | Почётная грамота Хабаровской городской Думы                       | 22 ноября 2005 года  | Почетной грамотой Хабаровской городской Думы награждаются граждане и организации за активное участие в правотворческой деятельности Хабаровской городской Думы, а также за заслуги перед городским округом «Город Хабаровск». |
|                     | Почётная грамота Администрации города Хабаровска                  | 05 октября 2009 года | Почётной грамотой награждаются физические и юридические лица по случаю профессиональных праздников, юбилеев и других торжественных дат, в том числе при увольнении в связи с выходом на пенсию. |
|                     | Благодарность мэра города Хабаровска                              | 05 октября 2009 года | Благодарность объявляется физическим и юридическим лицам за значительный вклад в развитие одной из сфер жизнедеятельности города, за высокие производственно-экономические показатели, за особое отличие при исполнении служебного долга, а также по случаю профессиональных праздников, юбилеев и других торжественных дат, в том числе при увольнении в связи с выходом на пенсию. |
|                     | Благодарственное письмо Администрации города Хабаровска           | 05 октября 2009 года | Благодарственное письмо администрации города вручается физическим и юридическим лицам за активное участие в общественно значимом событии, высокие показатели в работе, выполнение особо важного задания. |
|                     | Почётный диплом Мэра города Хабаровска «За заслуги перед городом» | 11 октября 2007 года | Почётным Дипломом поощряются граждане Российской Федерации, как постоянно проживающие на территории города Хабаровска, так и за его пределами, в том числе и в других государствах, не имеющие не снятой или не погашенной судимости, а также задолженности по налогам и сборам, на основании следующих критериев: - наличие значимых достижений и заслуг в году, предшествующем награждению, направленных на развитие и процветание города, благополучие его жителей; - широкое общественное признание значимых достижений и заслуг в году, предшествующем награждению, направленных на развитие и процветание города, благополучие его жителей. |

## Упразднённые награды
Медаль «За вклад в развитие города» и почётный знак «За заслуги» ранее входившие в систему городских наград, были упразднены постановлением Администрации города Хабаровска от 20 мая 2013 года № 1715.
| Изображение награды | Наименование награды                | Период награждения                     | Описание награды | Правила награждения |
| ------------------- | ----------------------------------- | -------------------------------------- | --- | --- |
| 72пк                | Медаль «За вклад в развитие города» | 26 марта 2008 года — 20 мая 2013 года  | Медаль «За вклад в развитие города» представляет собой знак, выполненный в форме двух четырехугольников, налагаемых друг на друга и образующих восьмиконечную звезду диаметром 44 мм. В центре звезды находится круг диаметром 24 мм, в котором расположен герб города Хабаровска, выполненный тиснением на золоте и представляющий собой изображение щита, разделенного вертикально на три равные части. В правой и левой частях стоящие на задних лапах стилизованные фигуры медведя и уссурийского тигра поддерживают прежний герб города Хабаровска, в нижней части щита дата образования города - 1858. В верхней части круга Медали размещена надпись: «За вклад в развитие города», в нижней части круг обрамлен колосьями. На оборотной стороне Медали в центре расположено объемное изображение Ерофея Павловича Хабарова и надпись «Хабаровск». Все изображения и цифры на Медали рельефные. Медаль при помощи ушка и кольца соединяется с пятиугольной колодкой, обтянутой муаровой лентой с продольной полоской посередине, белого цвета, составляющей 1/5 ширины ленты, и полосами красного и синего цвета по краям. Ширина ленты - 24 мм. | Медаль «За вклад в развитие города» является одной из форм поощрения, которая учреждена в целях выражения признания заслуг граждан перед городом Хабаровском. Медалью «За вклад в развитие города» награждаются граждане Российской Федерации, иностранные граждане, профессиональная и общественная деятельность которых внесла значительный вклад в экономическое, социальное, научно-исследовательское, культурное развитие города Хабаровска. |
| 72пк                | Почётный знак «За заслуги»          | 28 апреля 2009 года — 20 мая 2013 года | Почётный знак «За заслуги» изготавливается из латуни и имеет форму правильного круга диаметром 34 мм. На лицевой стороне знака - рельефное изображение стоящих на задних лапах стилизованных фигур черного белогрудого медведя и уссурийского тигра с языками, высунутыми из пасти, которые поддерживают прежний (старый) герб города Хабаровска. Под изображением прежнего (старого) герба города Хабаровска - рельефная надпись в одну строчку «1858», под которой рельефное изображение сложенной по краям ленты с надписью «ХАБАРОВСК». На оборотной стороне в центре - надпись рельефными буквами в две строки «ЗА ЗАСЛУГИ». По нижнему краю круга рельефное изображение двух перекрещивающихся лавровых ветвей. Знак соединяется при помощи ушка и кольца с пятиугольной колодкой шириной 46 мм, высотой 50 мм, обтянутой шелковой муаровой лентой с полосами красного, белого и синего цвета. Ширина красной полосы 15 мм, ширина синей и белой полосы 5 мм. В нижнем углу колодки находится фигурный вырез для прикрепления ее к знаку. Колодка со знаком при помощи булавки крепится к одежде.                                                 | Почётный знак «За заслуги» является одной из форм поощрения граждан в городе Хабаровске за деятельность, направленную на обеспечение устойчивого развития города Хабаровска и рост благосостояния его населения, за благотворительную и иную созидательную деятельность, направленную на обеспечение благополучия города Хабаровска. Почётным знаком «За заслуги» поощряются граждане Российской Федерации. Инициаторами поощрения почётным знаком «За заслуги» могут быть: Мэр города Хабаровска, депутаты Хабаровской городской Думы, организации, общественные объединения. |